# Château du Bois-Rouaud
Pour les articles homonymes, voir Rouaud.
Le château du Bois-Rouaud est un château situé sur la commune de Chaumes-en-Retz (commune déléguée de Chéméré), dans le département de la Loire-Atlantique (France). L'histoire du Château du Bois-Rouaud est intimement liée au bourg de Saint Hilaire de Chaléons, tout proche.

## Description
L'origine du château remonterait au XVe siècle. On a trouvé dans l'un des murs des communs quelques soubassements d'une forteresse féodale.
L'ancien site, avec plate-forme « fossoyée », fut remanié une première fois en 1865 (création d'un haras, reconstitution d'un domaine).
Le château est reconstruit en 1905 par l'architecte Alfred Coulomb. Les jardins sont l'œuvre de l'architecte paysagiste Édouard André (1840-1911) (1865), puis de son fils René Édouard André (vers 1913).
Il est remarquable par sa toiture, inscrite, « évoquant un casque ancien de soldat ».
Les murs du grand salon sont recouverts de lambris XVIIIe siècle attribués au père de David d'Angers. Ceux de la salle-à-manger reprennent les lambris du Jockey Club de Paris, démonté vers 1912.

## Historique
Le nom du bois Rouaud pourrait provenir de Rouaud, puissant seigneur du Pellerin, descendant des Vikings convertis à la religion catholique, qui donna aux moines de l'abbaye Saint-Sauveur de Redon une partie de l’île de Noirmoutier en 1064.
Depuis des siècles se trouve un château au Bois-Rouaud. Le château est édifié au XVe siècle sur l'emplacement d'une ancienne forteresse féodale. Situé dans la paroisse de Chéméré, le château du Boisrouaud était habité en 1430 par sa propriétaire, Eustachie Brochereul, veuve de Jean Mesléart, chevalier.
Le Boisrouaud, passé dans les mains des La Lande de Machecoul, suivit ensuite le sort de la seigneurie de Vieillevigne (Loire-Atlantique) et se trouvait en 1762 et 1789 la propriété de Gabriel Le Clerc, marquis de Juigné.
« Ruiné par les guerres de Vendée, le château du Boisrouaud a été relevé » (abbé Guillotin de Corson).
En 1867, le comte Gustave de Juigné crée le haras du Bois-Rouaud et fait construire une réserve avec laiterie, buanderie, boulangerie, hangar, séchoir  ainsi qu'une habitation pour le chef des écuries.

Il crée le comice agricole de Bourgneuf  et améliore les rendements agricoles en introduisant l'usage des engrais et la sélection des races bovines.

Le domaine devient une référence exemplaire dans le monde de l'agronomie et reçoit la médaille d'or du comice.

En 1886 le comte crée également une société de course, avec le Prince d'Arenberg.

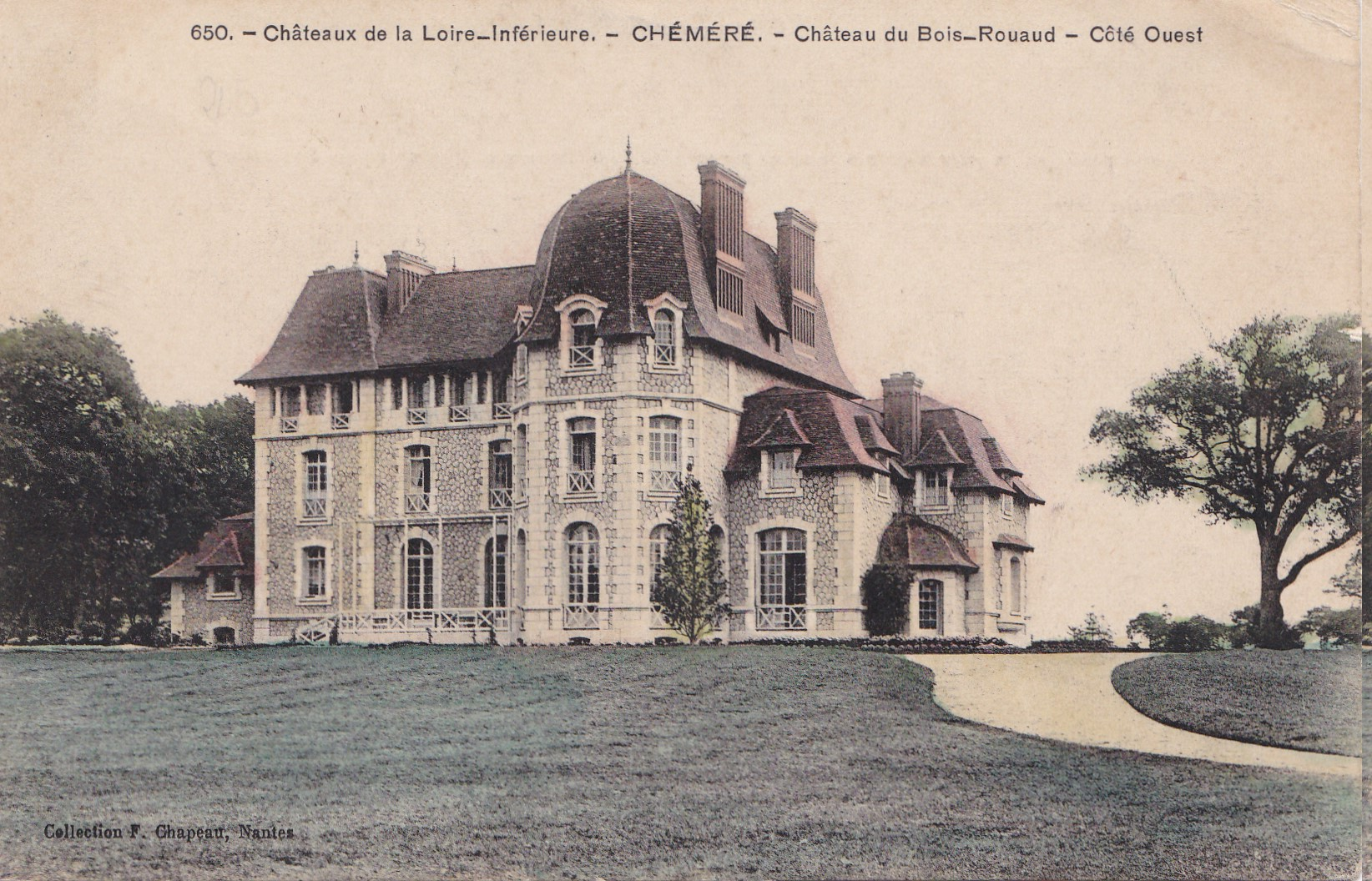
Le château reconstruit par l'architecte A. Coulomb

En 1905, le marquis Jacques Auguste Marie Le Clerc de Juigné, gendre de l’industriel Henri Schneider, fait reconstruire le château par l'architecte A. Coulomb sur un emplacement qui leur permet de jouir du paysage. La réalisation d'un parc et d'un jardin à l'anglaise empiète sur les terres agricoles.
En 1944, le château du Bois-Rouaud servit de lieu d’hébergement aux Assurances sociales et aux Allocations familiales agricoles (devenues par la suite la Mutualité sociale agricole). Leurs locaux nantais avaient été sinistrés lors des bombardements des 16 et 23 septembre 1943 qui avaient fait plusieurs morts dans leur personnel. En décembre 1944, elles déménagèrent dans un petit château à Nantes, rue des Dervallières, remplacé depuis par un immeuble de grand standing.
En 1977, les terres du Bois-Rouaud font vivre dix-neuf fermiers et leurs familles, qui louent chacun une vingtaine d'hectares au comte Armand de Durfort, gendre du Marquis Jacques de Juigné.
Le monument est inscrit au titre des monuments historiques en 2001.
Le château a été conservé par la fille du comte Armand de Durfort, Marie Armand-Laroche, actuelle propriétaire.
Le Bois-Rouaud est encore actuellement un haras et un lieu d’élevage de chevaux de race.

## Galerie

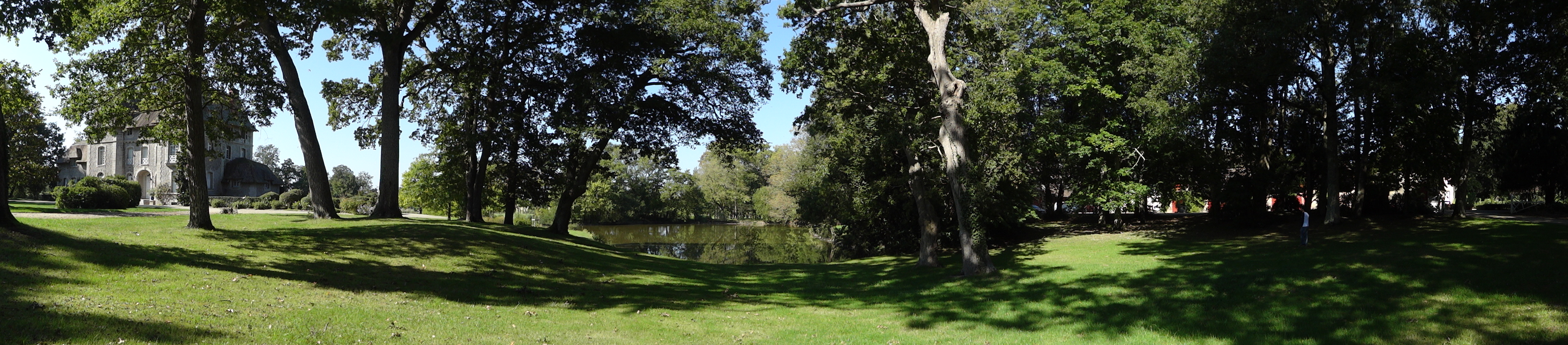
Le château, son parc et son plan d'eau, septembre 2015
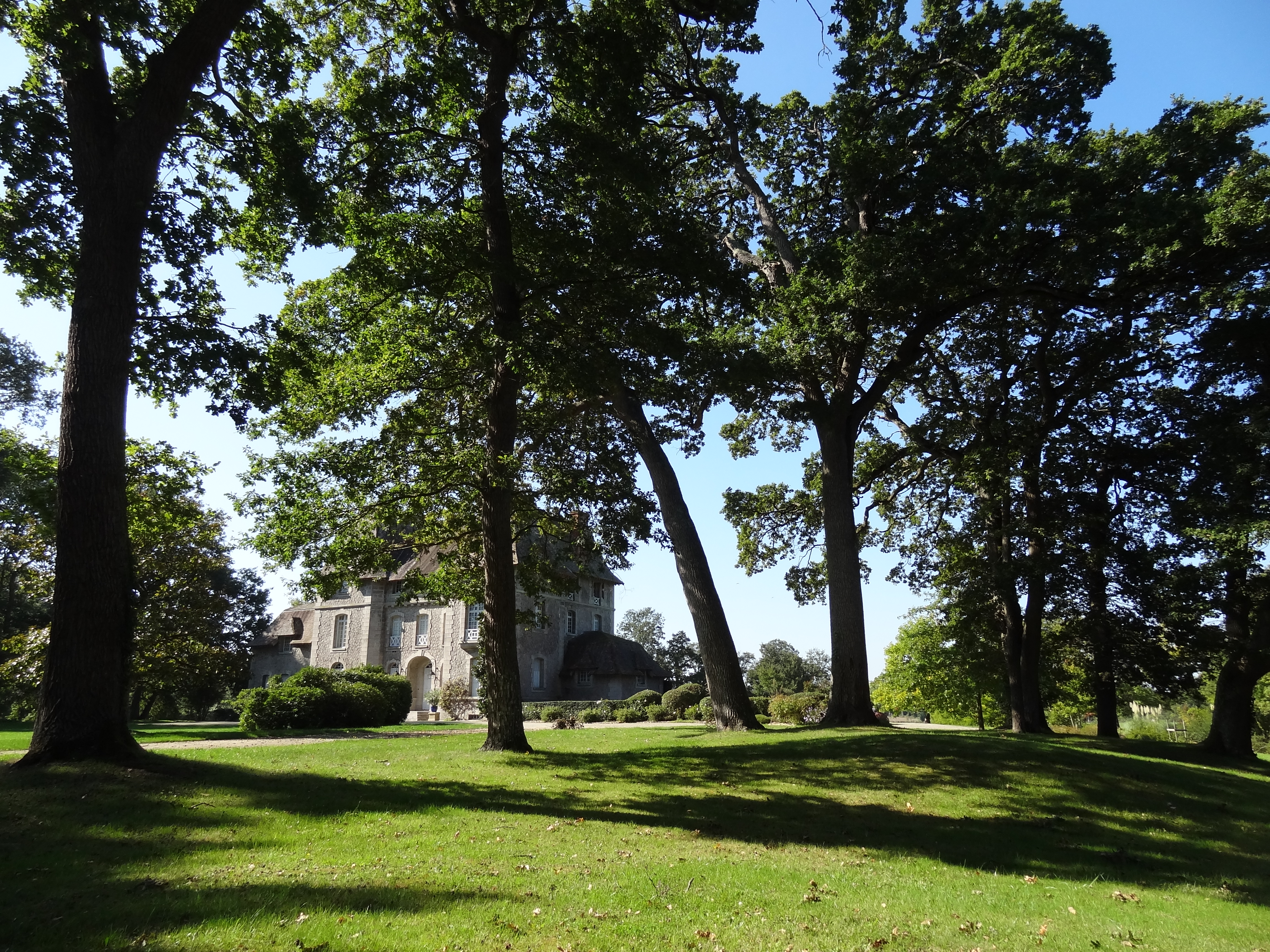
Le château et son parc, septembre 2015
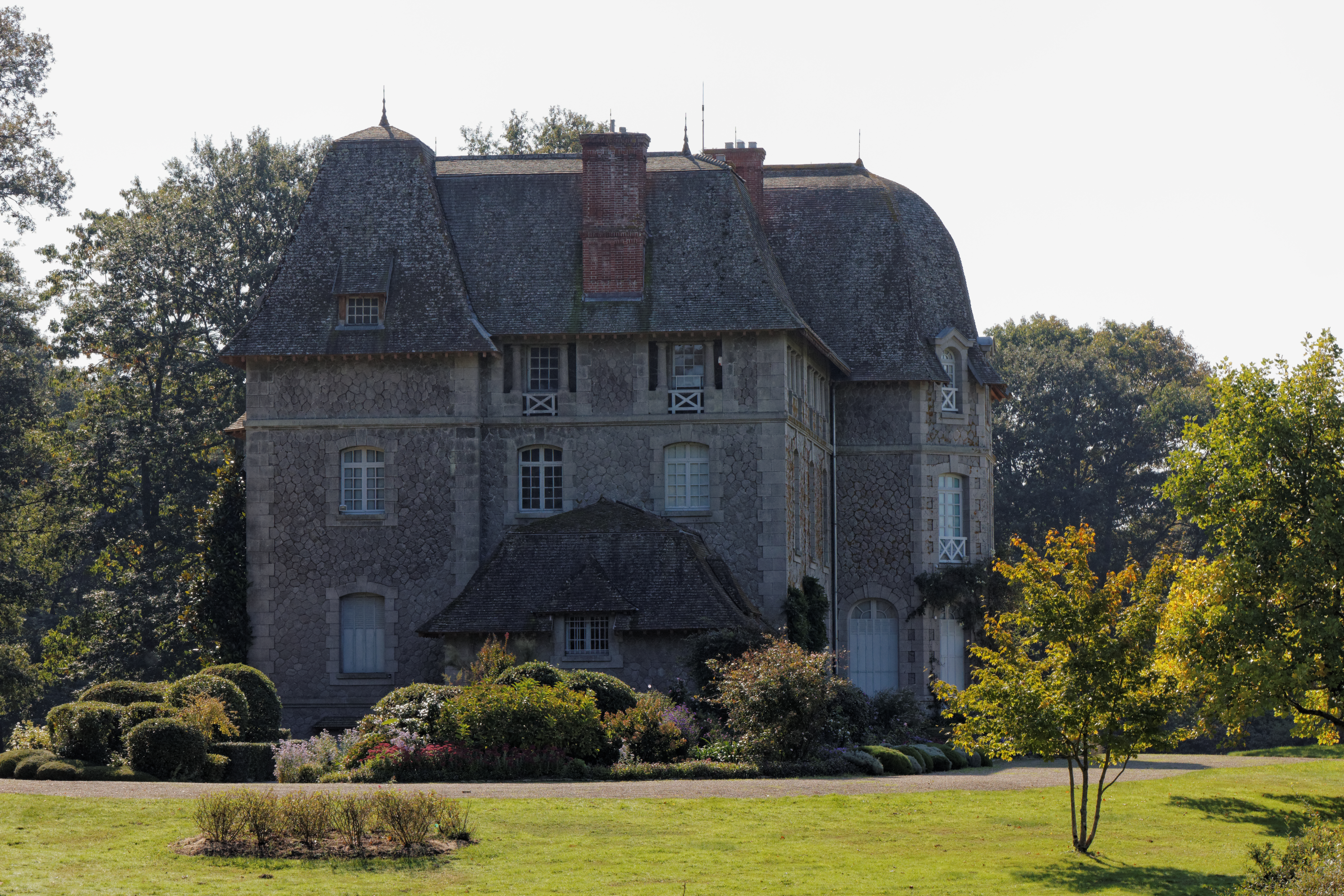

## Propriétaires
- En gras, les propriétaires ;
- ∞ : Union.

- 1. (1430) Eustachie Brochereul, veuve ∞ Jean Mesléart
  - 2. Guillemette Mesléart ∞ Guillaume de la Loherie, seigneur dudit lieu en Petit-Mars (1456)[12]
    - 3. Alain de la Loherie ( † 1502)
      - 4. Anne de la Loherie[13]
∞ (1°) Jean de Trévécar, seigneur du Verger ;
∞ (2°) Regnaud de Brignac, seigneur de Kervily ;
∞ (3°) Pierre de Plouër, seigneur de la Bastardière ;
        - 5. (en 1555 et 1587) Charles de Plouër ;
          - 6. Renée de Plouër ∞ René d'Avaugour ;
            - 7. (1631) Samuel d'Avaugour, sire de Saffré ;
            - 8. (1655) Renée d'Avaugour ∞ Gabriel de La Lande « de Machecoul »[14], seigneur de Vieillevigne[15] ;
              - 9. Marguerite de Machecoul ∞ Henri II de La Chapelle, sire de la Roche-Giffart et marquis de Fougeray ;
                - 10. Anne-Claire de La Chapelle ( † 1686) ∞ Claude de Damas, marquis de Thianges ;

              - 11. Louise de Machecoul ∞ Jacques de Crux, marquis de Corboyer
                - Gabriel-Antoine, marquis de Crux ( † 1713) ∞ Françoise de Saint-Martin ;
                  - 13. Armand-Gabriel, marquis de Crux ∞ Angélique Turpin de Crissé ;
                    - 14. (1733) Eléonore-Gabrielle de Crux ∞ Jean-Victor de Rochechouart (1712-1771), duc de Mortemart ;
                      - 15. Augustin François de Rochechouart de Mortemart ;

                - Louise Henriette de Crux ∞ Samuel Le Clerc, baron de Juigné ;
                  - Samuel-Jacques Le Clerc ( † 1734), baron de Juigné ∞ Marie Gabrielle Le Cirier de Neufchelles (1706-1763)
                    - 16. Jacques Gabriel Louis Le Clerc de Juigné (1727-1807) ∞ Claude-Charlotte Thiroux de Chammeville
                      - Charles Marie Le Clerc de Juigné (1764-1826) ∞ Anne Eléonore Eulalie du Floquet de Réals ( † 1803)
                        - Jacques Marie Anatole Le Clerc de Juigné (1788-1845) ∞ (2°) Armande Pauline Marie de Castellane de Majastres (1788-1833)
                          - (2°) Charles Léon Ernest Le Clerc de Juigné (1825-1886) ∞ Charlotte de Percin de Montgaillard (1825-1897)
                            - Henry Anatole Christian (1845-1893) ∞ Marie de Talhouët-Roy (1849-1934)
                              - 19. (1900) Jacques Auguste Marie Le Clerc de Juigné (1874-1951) ∞ Madeleine Schneider (1879-1967)
                                - 20. Colette Le Clerc de Juigné (1902-1989) ∞ Armand de Durfort-Civrac (1902-1996), duc de Lorges
                                  - 21. Marie de Durfort-Civrac de Lorges ∞ Jean-Louis Armand-Laroche

                                - Henri (1904-1925) ;

                      - 17. Jacques Auguste Anne Léon Le Clerc de Juigné (1774-1850) ∞ Antoinette Louise de Durfort
                        - 18. Charles Étienne Gustave Le Clerc de Juigné (1825-1900).